# Chacalmata
Chacalmata är en ort i Mexiko.   Den ligger i kommunen Santa María Huatulco och delstaten Oaxaca, i den sydöstra delen av landet, 500 km sydost om huvudstaden Mexico City. Chacalmata ligger 252 meter över havet och antalet invånare är 117.
Terrängen runt Chacalmata är varierad. Runt Chacalmata är det ganska tätbefolkat, med 60 invånare per kvadratkilometer. Närmaste större samhälle är Santa María Huatulco, 2,6 km söder om Chacalmata. I omgivningarna runt Chacalmata växer i huvudsak lövfällande lövskog.